# Alice Gonzalez Borges
Alice Gonzalez Borges foi professora titular de Direito Administrativo da Universidade Católica de Salvador (UCSAL). Foi presidente do Instituto de Direito Administrativo da Bahia e membro do Conselho Superior do Instituto Brasileiro de Direito Administrativo.
Foi membro da Academia de Letras Jurídicas da Bahia, onde ocupava a cadeira n. 30. Integrava também o Conselho Científico da Sociedade Brasileira de Direito Público.
Foi Procuradora do Estado da Bahia, onde se aposentou. Após, passou a advogar em Salvador, exercendo o magistério e advocacia especializada em direito administrativo.
Em sua homenagem, a Associação dos Procuradores do Estado da Bahia criou, em 2004, o Prêmio Alice Gonzalez Borges

## Principais livros
- Temas de Direito Administrativo Atual, Ed. Fórum,  2004. ISBN 85-89148-41-6
- Normas Gerais no Estatuto de Licitações e Contratos Administrativo, Ed. Revista dos Tribunais,  1991, 2ª. tiragem, 1994.